# 이선애
이선애(李宣厓, 1967년 1월 3일 ~ )는 국가인권위원회 비상임위원, 헌법재판소 재판관 등을 역임한 대한민국의 법조인이다.

## 생애
1985년 숭의여자고등학교, 1989년 서울대학교 법과대학 사법학과를 졸업하였다. 같은 해에 제31회 사법시험에 수석합격하였고, 1992년에 판사로 임용되어 2004년까지 12년간 근무하였다. 2004년에 판사직을 그만두고 헌법재판소에 헌법연구관으로 임용되어 2년간 근무하였다. 2006년부터는 법무법인 화우에서 변호사로 근무하였다. 2014년부터는 국가인권위원회 비상임위원으로 활동하기도 하였다. 이정미 재판관의 후임으로 2017년 양승태 대법원장에 의해 헌법재판소 재판관에 지명되었고, 황교안 대통령 권한대행에 의해 임명되었다. 2023년 3월 28일에 재판관직에서 퇴임하였다.

## 평가
- 양승태 대법원장은 "재판실무와 이론에 두루 능통하고 사회 전반에 대해 넓은 시야를 가지고 있다"며 "국가인권위원회 인권위원으로 활동하며 우리 사회의 인권의식 향상과 사회적 약자의 인권증진에 크게 기여했다"고 평가하였다.[1]
- 국회 법제사법위원회는 3월 24일 채택한 인사청문회 경과보고서에서 인권위원으로서 인권침해에 대한 전향적 태도를 가지지 못하고 차별금지 등의 활동에 소극적이었다”고 지적하기도 했다.[2]
- 중도 보수 성향을 지녔다는 평가가 있다.[5]